# 소행성 채굴

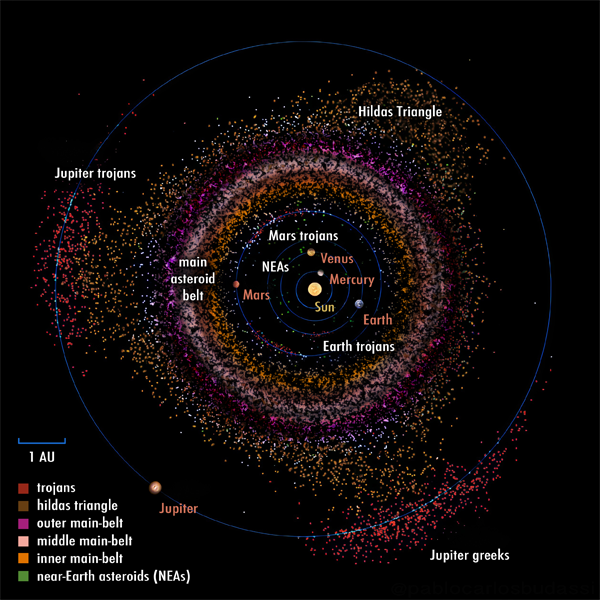

소행성 채굴은 근지구 천체를 포함하여 소행성과 기타 작은 행성에서 물질을 가상으로 추출하는 것이다.
주목할만한 소행성 채굴 문제에는 높은 우주 비행 비용, 채굴에 적합한 소행성의 신뢰할 수 없는 식별, 우주 환경에서 사용 가능한 물질을 추출하는 문제 등이 포함된다.
하야부사, 하야부사 2호 및 오시리스-렉스와 같은 소행성 샘플 반환 연구 임무는 현재 기술을 사용하여 우주에서 광석을 수집하는 과제를 보여준다. 2023년 현재, 7g 미만의 소행성 물질이 우주에서 지구로 성공적으로 귀환되었다. 진행 중인 임무에서는 이 양을 약 60그램(2온스)으로 늘릴 것을 약속한다.
2010년대 폭발적인 관심 이후 소행성 채굴에 대한 야망은 더 먼 장기 목표로 옮겨갔고 일부 '소행성 채굴' 회사는 보다 범용적인 추진 기술로 전환했다.
소행성 채굴의 역사는 짧지만 점진적인 발전을 이루고 있다. 어떤 소행성을 탐사할지, 자원을 수집하는 방법, 해당 자원으로 무엇을 할 것인지에 대한 아이디어는 수십 년에 걸쳐 진화한다.

## 같이 보기
- 소행성대
- 소행성 궤도 변경 임무
- ISRU
- 광업
- 샘플 리턴 미션

### Text
- The Technical and Economic Feasibility of Mining the Near-Earth Asteroids, M. J. Sonter.
- Michael Booth: The Future of Space Mining (December 21, 1995)
- The Plan to Bring an Asteroid to Earth
- How Asteroids can save mankind
- Luxembourg aims to be big player in possible asteroid mining, The Guardian, February 2016.
- Blair, Brad R. (2000). “The Role of Near-Earth Asteroids in Long-Term Platinum Supply” (PDF). 《Space Resources Roundtable II》 1 (1070): 5. Bibcode:2000srrt.conf....5B. 2011년 12월 12일에 원본 문서 (PDF)에서 보존된 문서. 2016년 10월 8일에 확인함.

### Video
- Video Beyond Earth – NEO Destinations NewSpace Conference of the Space Frontier Foundation, Aug 7, 2011
- Video Moon, Mars, Asteroids – Where to Go First for Resources? Space manufacturing Conference of the Space Studies Institute, October 2010
- Video Moving An Asteroid California Institute of Technology, Workshop Public Lecture Panel, September 2011
- Video Asteroid Mining – The Market Problem and Radical Solution, November 2013